# 越後十七将
越後十七将（えちごじゅうしちしょう）は、戦国時代越後の上杉家中（上杉謙信の家臣）の武将たちを指す。当時の呼称ではなく、江戸時代に列挙して作られたものといわれている。

## 十七将
- 荒川伊豆守
- 飯盛摂津守
- 宇佐美定行
- 鬼小島弥太郎
- 柿崎景家
- 甘粕近江守
- 唐崎左馬之介
- 斎藤下野守
- 鴫山周防守
- 神藤出羽守
- 高梨政頼
- 直江兼続
- 直江景綱
- 永井丹波守
- 本庄繁長
- 毛利上総介
- 桃井讃岐守